# مير (مغني كوري جنوبي)
بانغ تشول يونغ (بالكورية: 방철용; من مواليد 10 مارس، 1991)، يعرف باسمه الفني  مير (بالكورية: 미르)، هو مغني وممثل وراقص وعارض أزياء ورابور كوري جنوبي، ورئيس تشريفات وعضو في فرقة الفتيان 
إمبلاك، وقع حاليا عقد مع جي تون إنترتينمنت.

## روابط خارجية
- مير على موقع ميوزك برينز (الإنجليزية)